# Gabriel (Lamb)
Gabriel è un brano musicale della band inglese Lamb, nona traccia del terzo album in studio What Sound, pubblicato l'8 ottobre 2001 dalla Koch Records.

## Il brano
Il brano in Italia è divenuto celebre nel 2004 per essere stato incluso nella colonna sonora del film Tre metri sopra il cielo di Luca Lucini.